# Agrégation
Agrégation – we francuskim systemie edukacyjnym, agrégation jest konkursem rekrutacji nauczycieli i wykładowców, przede wszystkim w liceach, ale także, w przypadku niektórych dyscyplin (prawo), na uniwersytetach – właściwie: concours d'agrégation. Osoba, która przez konkurs ten przejdzie z powodzeniem, staje się funkcjonariuszem państwowym zwanym w tym przypadku professeur agrégé i, pod pewnymi warunkami, ma zapewnioną pracę nauczyciela do końca życia zawodowego.
Konkurs ten jest właściwy krajom frankofońskim; zarzuca mu się oddzielanie francuskiego systemu edukacji od możliwości wymian międzynarodowych wśród personelu naukowego i pedagogicznego. 
Etymologia terminu agrégation, podobnie jak polskiego odpowiednika agregacja, wskazuje na „proces łączenia się elementów w całość”; stawanie się częścią większej całości. Osoby, które stają się agrégées de l'université w wyniku konkursu stają się również częściami uniwersytetu i ogólnie systemu edukacyjnego.